# Caecidotea nodula
Caecidotea nodula är en kräftdjursart som först beskrevs av Williams 1970.  Caecidotea nodula ingår i släktet Caecidotea och familjen sötvattensgråsuggor. Inga underarter finns listade i Catalogue of Life.